# 楠侑子
楠 侑子（くすのき ゆうこ、1933年〈昭和8年〉1月1日 - ）は、日本の女優、声優。夫は劇作家の別役実（2020年死別）。本名は別役侑子（べつやく ゆうこ）。かたつむりの会所属。身長158cm、体重48kg（公称）。一人娘の怜は、イラストレーターのべつやくれいである。

## 来歴
東京都台東区出身。立教女学院高等学校卒業。俳優座養成所第3期生。劇団俳優座、劇団新人会、劇団俳優小劇場と渡り歩き、結婚・出産を機に家庭中心の生活に入った。その後、1978年にかたつむりの会を結成し、現在に至る。デビューは、1953年の映画『ひめゆりの塔』（東映）での端役出演。
長年にわたり、東京・渋谷の小劇場「ジァン・ジァン」にて、毎年6月（「かたつむり」の由来でもある）に男優一人を招いて別役作品を上演し続けていたが、ジァン・ジァンが閉鎖された後は、目立った活動をしていない。

## 主な出演作品

### 映画
- 四季の愛欲（中平康監督、日活1958年）吟子
- 事件記者 仮面の脅迫（山崎徳次郎監督、1959年）河村芳江 役
- 銀座旋風児 目撃者は彼奴だ（野口博志監督、1960年）田川礼子 役
- 幌馬車は行く（1960年）
- 南海の狼火（1960年）
- 望郷の海 (1962年)
- 青い街の狼 (1962年)
- 探偵事務所23 くたばれ悪党ども（鈴木清順監督、1963年）美佐 役
- 赤い殺意（今村昌平監督、1964年）増田義子 役
- 間諜（沢島忠監督、1964年）おあき 役
- 黒い猫（1965年、東映）
- 素敵な今晩わ（野村芳太郎監督、1965年）立花久子 役
- 怪談せむし男（佐藤肇監督、1965年） - 宗方芳江 役
- ぼくどうして涙がでるの（森永健次郎監督、1965年）宮崎徳子 役
- 女犯破戒 (1966年)
- 河内カルメン（鈴木清順監督、1966年）鹿島洋子 役
- 愛の渇き（蔵原惟繕監督、1967年）千恵子 役
- 吸血鬼ゴケミドロ（佐藤肇監督、1968年）徳安法子 役
- どですかでん（黒澤明監督、1970年）沢上みさお 役
- エロス+虐殺（吉田喜重監督、1970年）正岡逸子 役
- 不連続殺人事件（曽根中生監督、1977年）宇津木秋子 役

### テレビドラマ
- 愛と死をみつめて（1959年、NHK）
- 三匹の侍 (CX)
  - 第1シリーズ 第3話「讐鬼血笑」（1963年）
  - 第4シリーズ 第4話「麝香丸の亡霊」（1966年） - お六
  - 第5シリーズ 第17話「帰ってきた剣鬼」（1968年） - 沙織
  - 第6シリーズ 第17話「山の血が騒ぐ」（1969年） - イチ
- ザ・ガードマン（TBS / 大映テレビ室）
  - 第65話「笛を吹く悪魔」（1966年）
  - 第100話「氷の海から来た女」（1967年）
  - 第101話「北海の大金塊」（1967年）
  - 第121話「魔性の女」（1967年）
  - 第201話「怪談・すすり泣くわら人形」（1969年）
  - 第250話「250回目は殺人結婚式」（1970年）
- 銭形平次 (CX)
  - 第23話「闇夜の眼」（1966年）
  - 第576話「人情寄席ばやし」（1977年）
- 眠狂四郎 第4話「白首の宿」（1967年、CX）
- 裸の町（1968年、NET）
- キイハンター 第6話「影のメロディー」（1968年、TBS / 東映）
- 日本任侠伝 第1話「国定忠治」（1969年、NET）
- 大坂城の女（1970年、KTV）
- 鹿鳴館（1970年、NHK）
- 鬼平犯科帳 第42話「恋文」 （1970年、NET / 東宝） - おもん
- 恐怖劇場アンバランス 第2話「死を予告する女」（1973年、CX） - 黒衣の女
- うわさの委員会（1975年11月30日、NHK）
- 必殺仕業人 第19話「あんたこの奥の手をどう思う」（1976年、ABC / 松竹） - おとき
- ドラマ人間模様 / 愛を病む（1980年、NHK）
- 土曜ワイド劇場 （ANB）
  - 「映画スター殺人事件」（1981年）
  - 「花嫁に手を出すな!」（1981年）
- 銭形平次 (北大路欣也版) 第1シリーズ 第11話「水底の鐘」（1991年、CX）
- 素敵に女ざかり ルームメイツ（1996年、NHK）-  坂本時江

### 吹き替え

#### 担当女優
- ジャンヌ・モロー
  - 雨のしのび逢い
  - キャサリン大帝
  - 死刑台のエレベーター ※NETテレビ版
  - 大列車作戦 ※NETテレビ版1
  - 勝利者
  - NHK特集 ルーブル美術館

#### 洋画・海外ドラマ
- 若者のすべて（ジネッタ〈クラウディア・カルディナーレ〉） ※東京12Ch版1
- さすらいの狼（レア・マッサリ）
- オリエント急行殺人事件（ローレン・バコール）
- にがい米　(シルヴァナ・マンガーノ) ※NHK版
- 弁護士ジャッド 「釈放という名のゲーム - (シャロン〈パトリシア・クローリ〉)
- リッチマン・プアマン - (クロチルド〈フィオニューラ・フラナガン〉)
- 影の視線 - （シャルタン〈パスカル・オードレ〉）
- ザ・ビッグマン - （アンナ〈フロリンダ・ボルカン（英語版）〉）

### 人形劇
- テレビ天助 第6話「天助武者修業」―芝居の国の巻　後編―（1956年、NHK）

## 関連人物
- 小山田宗徳（同期・俳優）
- 穂積隆信（同期・俳優）
- 愛川欽也（同期・俳優）
- 安井昌二（同期・俳優）
- 入江洋佑（同期・俳優）
- 本郷淳（同期・俳優）
- 江幡高志（同期・俳優）
- 村井志摩子（劇作家・演出家・かたつむりの会）